# Brussels by Night
Brussels by Night est le titre d'un film belge de Marc Didden sorti en 1983.

## Fiche technique
- Réalisation : Marc Didden
- Scénario et dialogues : Marc Didden / Adaptation : Dominique Deruddere, Marc Didden
- Directeur de la photographie : Willy Stassen
- Musique : Raymond van het Groenewoud
- Décors : Koen Bauwens
- Montage : Ludo Troch

## Distribution
- François Beukelaers : Max
- Ingrid De Vos : Alice
- Amid Chakir : Abdel
- Michel Mentens : Louis
- Senne Rouffaer : le juge d'instruction
- Alfred Van Kuyk : Jules

## Commentaires
Le réalisateur met en scène, sur un scénario de Dominique Deruddere, un meurtrier, à travers un personnage nommé Max, interprété par l'acteur François Beukelaers et décrit les rencontres de ses errances nocturnes à travers la capitale belge.
Ce film reçoit un bon accueil et un succès auprès du grand public.

## Récompense
Ce film reçoit le prix André-Cavens par l’Union de la critique de cinéma (UCC) et le prix du meilleur premier film au Festival international du film de Saint-Sébastien.

## Divers
À noter que les scouts de la 6e unité scoute de Ronquières ont participé à ce film.  Le tournage avec ces scouts s'est fait le 24 décembre 1982, veille de Noël, dans la tour du plan incliné et que le chef de la troupe scoute était l'organiste de Ronquières, en l'occurrence Michel Destexhe, organiste liturgique et concertiste.